# Gauliga Marches de l'Est
Pour un article plus général, voir Gauliga.
La Gauliga Marches de l’Est (en Allemand: Gauliga Ostmark) fut une ligue de football (de Division 1) imposée par le NSRL en 1938.
Cette Gauliga fut créé immédiatement après l'annexion (Anschluss) de l'Autriche par l'Allemagne hitlérienne en 1938. Très rapidement, les Nazis réorganisèrent administrativement l'ancienne Autriche comme ils l'avaient fait pour l'Allemagne. Le pays fut renommé "Ostmark" afin d'enlever toute trace d'une ancienne indépendance avec le Reich. Le territoire autrichien fut découpé en sept "Gaue" (Carinthie, Danube inférieur, Danube supérieur, Salzbourg, Styrie, Tyrol-Vorarlberg et Vienne).
En 1941, la plus grande part du Nord de l'ancien Royaume de Yougoslavie fut rattachée aux Gaue de  Carinthie et Styrie. En avril de la même année, la Gauliga prit le nom de Gauliga Danube-Territoires alpins. Toutefois aucun club "yougoslave" ne participa aux compétitions.

## Généralités
La Gauliga Marche de l’Est fut instaurée en 1938 et remplaça l’ancienne plus haute division autrichienne, la Nationalliga.
L’Autriche fut renommée Ostmark par les Nazis, car ceux-ci voulaient faire disparaître toutes traces de l’ancienne indépendance de ce pays par rapport à leur IIIe Reich. Ce fut aussi pour cette raison que certains clubs durent modifier leur appellation, comme l’Austria Vienne qui le SC Ostmark, dès avril 1938. Mais cette décision fut révoquée deux mois plus tard l’Austria devint un des seuls, si pas le seul, à être autorisé à porter l’ancien nom du pays.
Contrairement à l’ancienne Nationalliga autrichienne, la Gauliga était (supposée) êtres strictement amateur.
La Gauliga Marche de l’Est débuta avec dix clubs. Six venaient de l’ancienne plus haute division autrichienne. Ils étaient tous localisés à Vienne. Les quatre autres étaient le champion de l’ancienne 2e niveau, la Wiener Liga et les trois champions de ligues régionales : Danube inférieur, Danube supérieur et Styrie.
À cette époque, ce ne fut en fait que la seconde fois de l’Histoire que des équipes autres que Viennoises participaient à la plus haute division. Jusqu’en 1937, il n’y eut que des clubs de Vienne .
Lors de sa première saison, la Gauliga Marches de l’Est vit dix équipes s’affronter par matches aller/retour. Le champion participa à la phase finale du championnat national. Les trois derniers classés furent relégués. Pour la saison 1939-1940, la ligue fut réduite neuf équipes, dont seul le dernier classé fut relégué.
En 1940-1941, la ligue revint à un total de dix clubs. Après l’occupation par les Nazis, de l’ancien Royaume de Yougoslavie, en avril 1941, de grandes parts de ce pays furent ajoutés au deux Gaue les plus au Sud (Carinthie et Styrie). La Gauliga prit alors le nom de Gauliga Danube-Territoires alpins, mais aucune équipe yougoslave n’y participa.
À la suite du forfait du Sturm Graz, la ligue n’eut que neuf clubs en 1941-1942. La saison suivante, onze équipes furent alignées, puis redescendit à nouveau à neuf en 1943–1944.
La saison 1944-1945 débuta mais en raison de l'évolution de la guerre, les compétitions s'arrêtèrent alors que neuf des dix-huit journées prévues avaient été disputées. Les dernières rencontres eurent lieu le 11 mars 1945.

## Après la reddition de l'Allemagne nazie
Dès la fin du guerre, la Yougoslavie retrouva sa souveraineté mais fut placée sous contrôle soviétique. Comme celui de l'Allemagne, le territoire de l'Autriche fut partagé en quatre zones d'occupation, attribuées chacune à un des pays Alliés (France, Grande-Bretagne, URSS et USA. Comme Berlin, la capitale Vienne fut aussi partagée en quatre secteurs d'occupation.
Du point de vue du football, les équipes yougoslaves composèrent leur championnat national. La Fédération autrichienne, l'ÖFB retrouva ses pleins droits (elle avait été dissoute par les Nazis). À partir de 1949, elle organisa un championnat appelé Staatsliga.

## Équipes talentueuses
Les clubs autrichiens qui participèrent à la Gauliga Marches de l'Est, figurèrent parmi les meilleures équipes de cette période troublées. Dès le milieu des années 1920, sous l'impulsion d'Hugo Meisl, l'Autriche fut le premier pays du continent européen à se doter d'une ligue professionnelle de football. Avant l'Anschluss, l'équipe nationale autrichienne était une des meilleures sélections nationales et fut d'ailleurs surnommée, la Wunderteam, la merveilleuse équipe.
Il n'y eut donc rien d'étonnant à ce que le Rapid Vienne enlève le titre allemand en 1941. Cette victoire conquise à Berlin devant 100 000 spectateurs, fit grincer des dents à plus d'un Nazi. Schalke 04 mena (3-0), après une heure de jeu mais fut finalement battu (3-4) . L'Admira Vienne et le First Vienne parvinrent aussi en finale, mais ils se heurtèrent au grand Schalke de l'époque.
Le film Das große Spiel, réalisé en 1942 par Robert Stemmle et qui raconte l’histoire d'un équipe allemande fictive, baptisée Gloria 03, utilise en illustration des images captées lors de la fameuse finale Schalke 04-Rapid Vienne de 1941.
Dans la Tschammer Pokal (ancêtre de l'actuelle DFB-Pokal), les équipes autrichiennes se mirent aussi en évidence. Le Rapid Vienne en remporta une, alors que le First Vienna enleva la dernière édition organisée en 1943.

## Clubs fondateurs de la Gauliga Marches de l'Est
Ci-dessous, les 10 clubs qui créèrent la ligue en 1938 et leur résultats en fin de saison 1937–1938:
- SK Admira Wien 6e de la Nationalliga
- SC Wacker Vienne 4e de la Nationalliga
- SK Rapid Vienne Champion d'Autriche
- Wiener SC 2e de la Nationalliga
- First Vienna 5e de la Nationalliga
- FK Austria Vienne 3e de la Nationalliga
- Amateure Fiat Wien Champion de la Wiener Liga
- Grazer SC Champion de la ligue Steiermark
- SK Amateure Steyr Champion de la ligue Danube supérieur
- Reichsbahn Wacker Wiener Neustadt Champion de la ligue Danube inférieur

## Champions et Vice-champions de la  Gauliga Marches de l'Est
| Saisons | Champions        | Vice-champions   |
| 1938–39 | SK Admira Vienne | SC Wacker Vienne |
| 1939–40 | SK Rapid Vienne  | SC Wacker Vienne |
| 1940–41 | SK Rapid Vienne  | SC Wacker Vienne |
| 1941–42 | First Vienna     | FC Vienne        |
| 1942–43 | First Vienna     | Wiener AC        |
| 1943–44 | First Vienna     | Floridsdorfer AC |

## Classements dans la Gauliga Marches de l'Est de 1938 à 1945
| Club                              | 1939 | 1940 | 1941 | 1942 | 1943 | 1944 | 1945 |
| --------------------------------- | ---- | ---- | ---- | ---- | ---- | ---- | ---- |
| SK Admira Vienne                  | 1    | 5    | 5    | 8    | 10   |      | 6    |
| SC Wacker Vienne                  | 2    | 2    | 2    | 6    | 9    | 8    | 2    |
| SK Rapid Vienne                   | 3    | 1    | 1    | 3    | 6    | 7    | 1    |
| Wiener SC                         | 4    | 3    | 6    | 7    | 4    | 9    | 7    |
| First Vienna                      | 5    | 4    | 3    | 1    | 1    | 1    | 3    |
| FK Austria Vienne                 | 6    | 6    | 4    | 4    | 5    | 5    | 9    |
| Amateure Fiat Wien                | 7    | 8    |      |      |      |      |      |
| Grazer SC                         | 8    |      | 9    |      |      |      |      |
| SK Amateure Steyr                 | 9    |      |      |      |      |      |      |
| Reichsbahn Wacker Wiener Neustadt | 10   |      |      |      |      |      |      |
| FC Vienne                         |      | 7    | 7    | 2    | 7    | 4    | 4    |
| Floridsdorfer AC                  |      |      | 8    | 5    | 3    | 2    | 5    |
| Linzer ASK                        |      |      | 10   |      |      |      |      |
| Post-SV Wien                      |      |      |      | 9    |      |      |      |
| Wiener AC                         |      |      |      |      | 2    | 3    | 8    |
| Reichsbahn SG Wien                |      |      |      |      | 8    |      |      |
| SK Sturm Graz                     |      |      |      |      | 11   |      |      |
| Luftwaffen-SV Markersdorf         |      |      |      |      |      | 6    |      |
| SC Rapid Oberlaa AC               |      |      |      |      |      |      | 10   |

Source:« Gauliga Ostmark », Das deutsche Fussball-Archiv (consulté le 24 juin 2008)
- La saison 1944–1945 ne fut pas terminée et n'est pas officiellement reconnue par l'actuelle fédération autrichienne (ÖFB). Ce tableau indique les positions après neuf matches (sur 18 prévus) joués.
- Sturm Graz déclara forfait lors de la saison 1941-1942.

## Sources et liens externes
- (de) The Gauligas Das Deutsche Fussball Archiv (in German)
- Championnats allemands 1902-1945 at RSSSF.com
- (en) Where's My Country? Mouvements transfrontaliers des clubs de football, sur RSSSF.com
- RSSSF.com – Classements des D1 et D2 autrichiennes
- Die deutschen Gauligen 1933-45 - Heft 1-3  Classements des Gauligen 1933-45, publisher: DSFS